# Natalina Lupino
Pour les articles homonymes, voir Lupino.
Natalina Lupino, née le 13 juin 1963 à Valenciennes dans le Nord, est une judokate française qui évoluait dans la catégorie des plus de 72 kg (autrement désignée poids lourds) ou en toutes catégories.

## Carrière
Médaillée de bronze aux Jeux olympiques de 1992 à Barcelone lors de la première apparition officielle du judo féminin, elle est l'une des têtes d'affiche du judo international féminin durant les années 1980, période au cours de laquelle le judo féminin essayait de se faire une place aux côtés du judo masculin. 
Durant cette période et au début des années 1990, elle remporte un titre mondial en 1982 à Paris et un titre européen en 1985. Son palmarès olympique aurait pu être plus imposant si le judo féminin avait été admis plus tôt au sein du programme olympique mais il n'apparaît qu'en 1992. Elle a ainsi disputé ses premiers Jeux olympiques un an avant de se retirer des tatamis internationaux. Multiple championne de France, elle compte 10 médailles européennes et 4 podiums mondiaux.

## Palmarès

### Jeux olympiques
- Jeux olympiques de 1992 à Barcelone (Espagne) :
  -  Médaille de bronze dans la catégorie des plus de 72 kg (poids lourds).

### Championnats du monde
| Catégorie / Année     | 1982 Paris | 1984 Vienne | 1989 Belgrade | 1991 Barcelone | 1993 Hamilton |
| --------------------- | ---------- | ----------- | ------------- | -------------- | ------------- |
| +72 kg (poids lourds) | 1re        | -           | 3e            | -              | 7e            |
| toutes catégories     | -          | 3e          | -             | 3e             | -             |

### Championnats d'Europe
| Catégorie / Année        | 1983 | 1985 | 1985 | 1989 | 1990 | 1991 | 1992 | 1993 |
| ------------------------ | ---- | ---- | ---- | ---- | ---- | ---- | ---- | ---- |
| -72 kg (poids mi-lourds) |      | -    | 3e   | -    | -    | -    | -    | 2e   |
| +72 kg (poids lourds)    | 2e   | 2e   | -    | 3e   | -    | -    | -    | 3e   |
| toutes catégories        |      | 1re  | -    | -    | 2e   | 3e   | 3e   | -    |

### Autres
Par équipes :
- 4 titres de championne d'Europe par équipes.

Tournois :
- 1 podium au Tournoi de Paris en 1989.

National :
- 4 titres de championne de France (14 médailles).

- Grade: Ceinture Blanche-rouge 7e DAN (2019)[1].